# Museo Teak
El museo Teak es un sitio histórico que se encuentra a 4 kilómetros de Nilambur, una ciudad en el Distrito de Malappuram, sur de la India.
El museo, un edificio de dos plantas, es operado por el Instituto de Investigación Forestal de Kerala. La exhibición incluye amplia información sobre aspectos de la utilización de la teca (tectona grandis) en sus exposiciones. El museo ofrece una amplia información de valor histórico, artístico y científico.
El museo fue creado en 1995 en el campus del centro Kerala Forest Research Institute (KFRI), debido a la importancia histórica de la zona. La primera plantación ocurrió en Nilambur, en la década de 1840 por los británicos.
La estación de tren más cercana está en Nilambur, a unos 3 km del museo de la Teca. El aeropuerto más cercano es el aeropuerto Internacional de Karipur, a unos 36 km de Malappuram.